# The Diving Girl
Pour plus de détails, voir Fiche technique et Distribution.
The Diving Girl est un film américain de comédie réalisé par Mack Sennett, sorti le 21 août 1911 aux États-Unis.

## Fiche technique
- Réalisation : Mack Sennett
- Date de sortie : 21 août 1911

## Distribution
- Fred Mace : l'oncle
- Mabel Normand : la nièce
- William J. Butler : l'ami de l'oncle
- Verner Clarges : le Docteur
- Robert Harron : le garçon
- Donald Crisp : un baigneur
- Grace Henderson :  une baigneuse
- Guy Hedlund : un baigneur
- Joseph Graybill : un baigneur
- Edward Dillon : un baigneur
- Dell Henderson : un baigneur
- Florence Lee : une baigneuse
- W.C. Robinson : un baigneur
- J. Waltham : un baigneur